# Görbeháza
Görbeháza è un comune dell'Ungheria di 2.672 abitanti (dati 2001). È situato nella contea di Hajdú-Bihar.